# Liam McCarthy Cup
La Liam McCarthy Cup (en français la coupe Liam McCarthy) est un trophée perpétuel décerné au vainqueur du championnat d'Irlande de hurling.

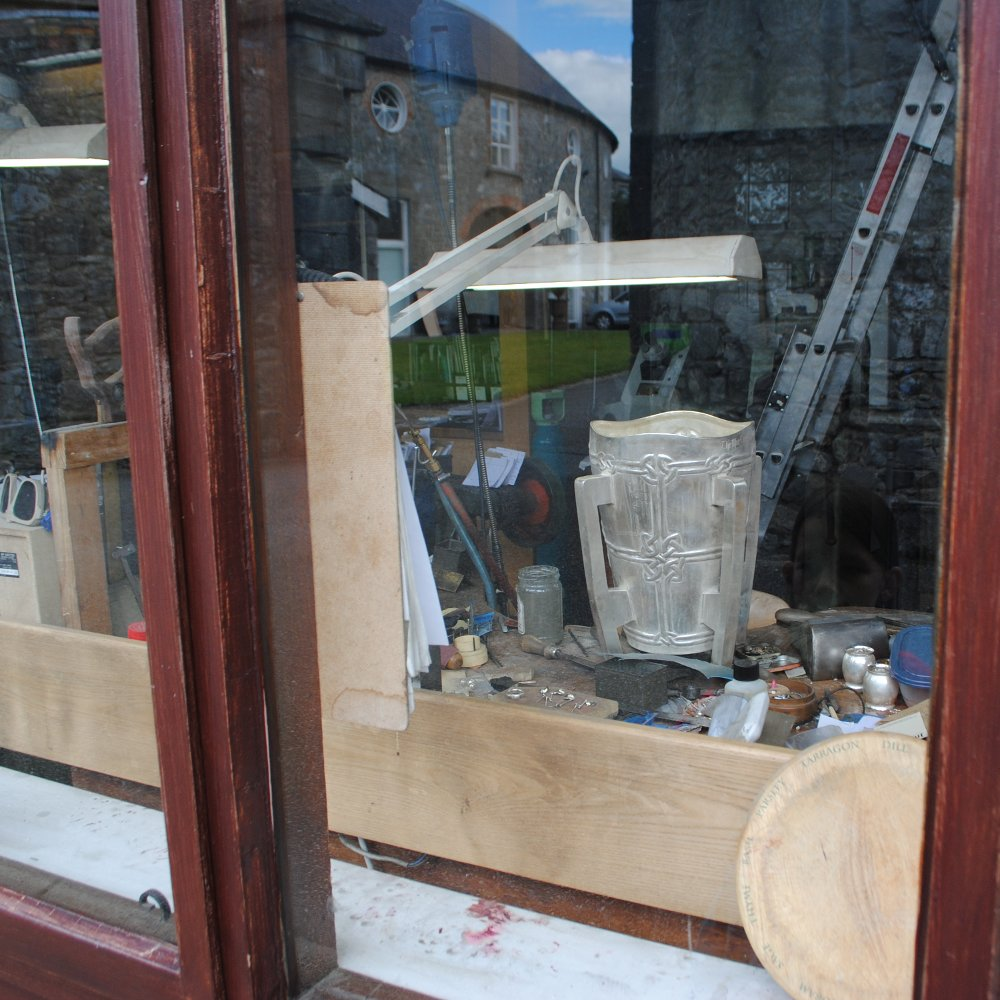
La coupe en cours de restauration avant la finale 2011

## Le trophée
Le vainqueur du championnat d’Irlande reçoit la Liam McCarthy Cup pour une période d’une année jusqu’à la finale du championnat suivant.
L’équipe de Cork GAA qui a remporté ce trophée quatre fois consécutivement entre 1941 et 1944 a reçu une copie de la coupe et la conserve définitivement.
Le trophée original célèbre la mémoire de Liam McCarthy. Né à Londres en 1851, il a été une des chevilles ouvrières de la création de l’Association athlétique gaélique en créant son bureau londonien dans les années 1890.
La coupe a été présentée pour la première fois pour la victoire de Limerick GAA en finale du All-Ireland 1921.
Le trophée original a été attribué jusqu’en 1992 (Tipperary GAA en est donc le dernier récipiendaire) avant d’être remplacé par une copie. Cette copie a été réalisée par James Kelly, orfèvre à Kilkenny.

## La compétition
Depuis la réorganisation du championnat d’Irlande de hurling, la Liam McCarthy Cup, en plus du simple trophée, correspond aussi au nom de la compétition qui regroupe les meilleures équipes du championnat. Celui-ci a en effet été découpé en trois championnats dans lesquelles les équipes sont réparties par niveau. Le premier niveau du championnat regroupe les meilleures équipes du pays. Pour la saison 2010 la Liam McCarthy Cup regroupe les équipes de
- Antrim
- Carlow
- Clare
- Cork
- Dublin
- Galway
- Kilkenny
- Laois
- Limerick
- Offaly
- Tipperary
- Waterford
- Wexford